# Gamma-Doradus-Stern
Gamma-Doradus-Sterne oder auch Gamma-Doradus-Veränderliche (GCVS-Systematikkürzel: GDOR) sind pulsationsveränderliche Sterne, die durch nichtradiale Pulsationen an der Oberfläche in ihrer Leuchtkraft schwanken. Solche Sterne sind typischerweise jung, liegen auf der Hauptreihe und haben einen Spektraltyp zwischen F0 und F2. Charakteristische Amplituden der Helligkeitsschwankungen liegen bei bis zu 0,1 Magnituden mit Perioden zwischen 0,4 und 3 Tagen.
Der Prototyp Gamma Doradus wurde 1963 als veränderlicher Stern identifiziert und galt lange als Veränderlicher ohne Grund. Die Annahme nichtradialer Schwingungen als Ursache des Lichtwechsels beruht auf dem Ausschluss aller anderen bekannten Mechanismen.
Die absoluten Helligkeiten von Gamma-Doradus-Sternen liegen zwischen +3,1 und +1,9 mag, was der 5- bis 15-fachen Sonnenleuchtkraft entspricht. Die effektive Temperatur liegt im Bereich zwischen 6950 und 7350 K, der Radius zwischen 1,43 und 2,36 Sonnenradien und die Masse zwischen 1,51 und 1,84 Sonnenmassen. Die beobachteten Radialgeschwindigkeiten sind gering und liegen zwischen 1 und 4 km/s.
Alle Gamma-Doradus-Veränderlichen liegen auf oder leicht über der Hauptreihe knapp außerhalb oder am blauen Rand des Instabilitätsstreifens. Mit dem schmalen Band an Parametern gelten sie als die homogenste Gruppe unter den veränderlichen Sternen. In ihrer Position im Hertzsprung-Russell-Diagramm überlagern sich die Gamma-Doradus-Veränderlichen und die Delta-Scuti-Sterne teilweise. Einige Sterne könnten sowohl als Delta-Scuti-Stern als auch als ein Gamma-Doradus-Stern klassifiziert werden (Hybrid Pulsatoren), da sie Perioden charakteristisch für Gamma-Doradus-Sterne in der Größenordnung von Tagen zeigen und kurzperiodische Schwingungen mit Dauern von Minuten bis Stunden, die typisch für Delta-Scuti-Sterne sind.
Die Gruppe der entdeckten Gamma-Doradus-Veränderlichen ist relativ klein, und alle bekannten Mitglieder gehören zur jungen Scheibenpopulation. Nach einer theoretischen Arbeit kann es sich bei Gamma-Doradus-Sternen entweder um Hauptreihen-Sterne handeln oder um gerade geborene Sterne, die den Gamma-Doradus-Instabilitätsstreifen durchkreuzen. Diese beiden Arten unterscheiden sich in ihrer Masse und der Tiefe der äußeren Konvektionsschicht. Diese Unterschiede sollten sich im Frequenzspektrum niederschlagen, so dass eine Altersbestimmung mit Hilfe der Asteroseismologie möglich ist.

## Vorkommen in Sternkatalogen
Der General Catalogue of Variable Stars listet aktuell etwas weniger als 100 Sterne mit dem Kürzel GDOR, womit lediglich etwa 0,2 % aller Sterne in diesem Katalog zur Klasse der Gamma-Doradus-Sterne gezählt werden.

## Beispiele
- Gamma Doradus
- HR 8799
- HD 100215